# Orbe (Vaud)
|  | Per a altres significats, vegeu «districte d'Orbe». |

Orbe (francès) o Orbach (alemany) (antigament, en llatí: Urba) és un comú i ciutat històrica de Suïssa del cantó de Vaud, al districte del Jura-Nord vaudois i antic cap del districte d'Orbe. Limita al nord amb el comú de Valeyres-sous-Rances, al nord-est amb Mathod, Ependes i Essert-Pittet, a l'est amb Chavornay, al sud amb Arnex-sur-Orbe, i a l'oest amb Agiez i Montcherand.

## Història

### Història antiga
Durant l'època romana, Orbe - llavors conegut com a Urba - era una ciutat de la Gàl·lia, al territori dels Helvecis. Sobre l'Itinerari d'Antoní, se situa entre Lacus Lausonius i Ariolica, XVIII mp (mille passum, milla romana) de Lacus Lausonius i XXIIII mp (mille passum, milla romana) d'Ariolica. Va ser construïda com a vil·la romana per un terratinent desconegut al turó de Boscéaz. Els mosaics de la vil·la encara són visibles en l'actualitat.

### Edat mitjana

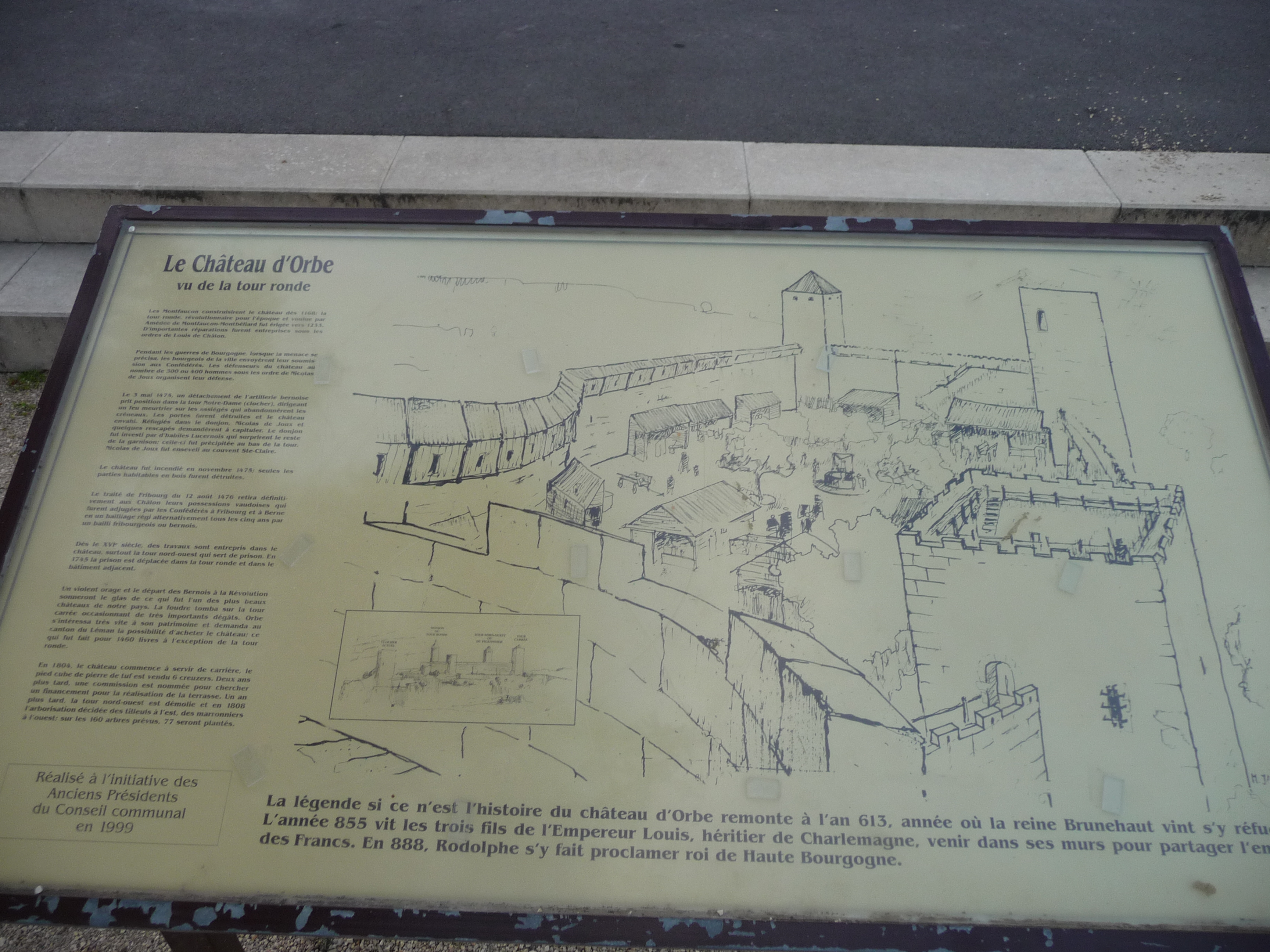
Plànol del Castell d'Orbe

A l'edat mitjana, Orbe es trobava al mig de la ruta sobre el coll de Jougne i a la cruïlla de dues grans rutes de transport. Es va estendre per un costat des de les muntanyes del Jura fins als Alps i per l'altre des del riu Rin fins al riu Roine. El municipi va créixer a ambdós costats del riu Orbe. A la banda esquerra hi havia la vil·la Tavellis i l'església parroquial de Saint-Germain, i a la dreta la vila Tabernis i l'església de Saint-Martin. En algun moment de l'edat mitjana, es va construir un pont sobre el riu que uneix els dos assentaments. El castell d'Orbe i el mercat de la ciutat es van construir al turó sobre el riu i el pont.
L'any 888 la ciutat era propietat del rei borgonyó Rodolf I. Els següents registres del poble provenen de monedes de plata que la seca de la ciutat va produir per a Conrad el Pacífic entre els anys 937 i 993. La ciutat va romandre com a part del regne independent d'Arles o Borgonya fins a la mort de l'últim rei, Rodolf III l'any 1032. Abans de la mort de Rodolf, l'emperador del Sacre Imperi Romanogermànic Conrad II va obligar a nomenar-se com el successor de Rodolf. Amb la mort de Rodolf, tot el regne, inclòs Orbe, va ser incorporat al Sacre Imperi Romanogermànic. L'any 1076 l'emperador Enric IV va substituir el noble borgonyó a Orbe per un dels seus vassalls, el comte Guillem II.
La terra i els drets del poble van passar per diversos nobles i, l'any 1168, Amadeu II de Montfaucon, comte de Montbéliard, va comprar prop de la meitat del poble d'Orbe. En un registre del 1183, les esglésies de la ciutat i gran part de la terra eren propietat del Priorat de Baulmes i del Priorat de Payerne. A finals del segle xi, l'abadia Romainmôtier va adquirir alguns terrenys a la ciutat, on hi va construir un hospital. El 1139 es va ampliar l'edifici cap a la propera capella de Notre-Dame.
A part dels propietaris religiosos, els comtes de Montfaucon-Montbeliard van començar a viure a la ciutat. L'any 1233, van construir una torre rodona al castell d'Orbe. Dos anys més tard, Amadeu III de Montfaucon-Montbeliard va construir Bourg-Vieux i Bourg-Neuf per ajudar a protegir la ciutat. En fortificar la vil·la i el castell, els comtes i el poble van poder controlar les rutes comercials que passaven per la vall.

### Orbe modern i actual
El 1352, Orbe es va convertir en una ciutat amb una carta de poblament modelada per Moudon. Després de la mort de Girard de Montfaucon i de la seva dona, Orbe va ser heretat pel comte de Montbeliard al 1379. L'any 1410 va passar a Louis II de Chalon-Arlay, príncep d'Orange. La família Chalon va ocupar la ciutat fins que va ser capturada per la Confederació Suïssa l'any 1475 durant les Guerres de Borgonya. No obstant això, els suïssos no van poder conservar-la i Hug de Chalon la va recuperar el mateix any. L'any següent, Carles I de Borgonya es va reunir amb missatgers suïssos a Orbe. A causa de la victòria suïssa a les Guerres de Borgonya, la confederació va obtenir el 1484 gran part de l'antiga terra de Borgonya propera a les muntanyes del Jura. Les terres properes a Chalon, incloent Orbe i Echallens, es van convertir en un condomini o gemeine Herrschaft administrat per Berna i Fribourg. Va romandre com a part del territori fins a la invasió francesa de 1798 i la creació de la República Helvètica recolzada per França. Sota la República Helvètica, Orbe es va convertir en la capital del Districte d'Orbe. La República Helvètica, que defensava els ideals de la Revolució Francesa, era molt popular entre els habitants d'Orbe. Les reformes de la República Helvètica van ser excessives i no van ser acceptades pels suïssos i la república caigué per la Revolució de Stecklikrieg (Guerra dels Pals). Mentre el govern helvètic es va anar retirant al setembre de 1802 de Berna a Lausana, les tropes del govern van ocupar Orbe durant un breu temps. Sota l'Acta de Mediació, Orbe va romandre com a capital del seu propi districte.

## Dades d'interès

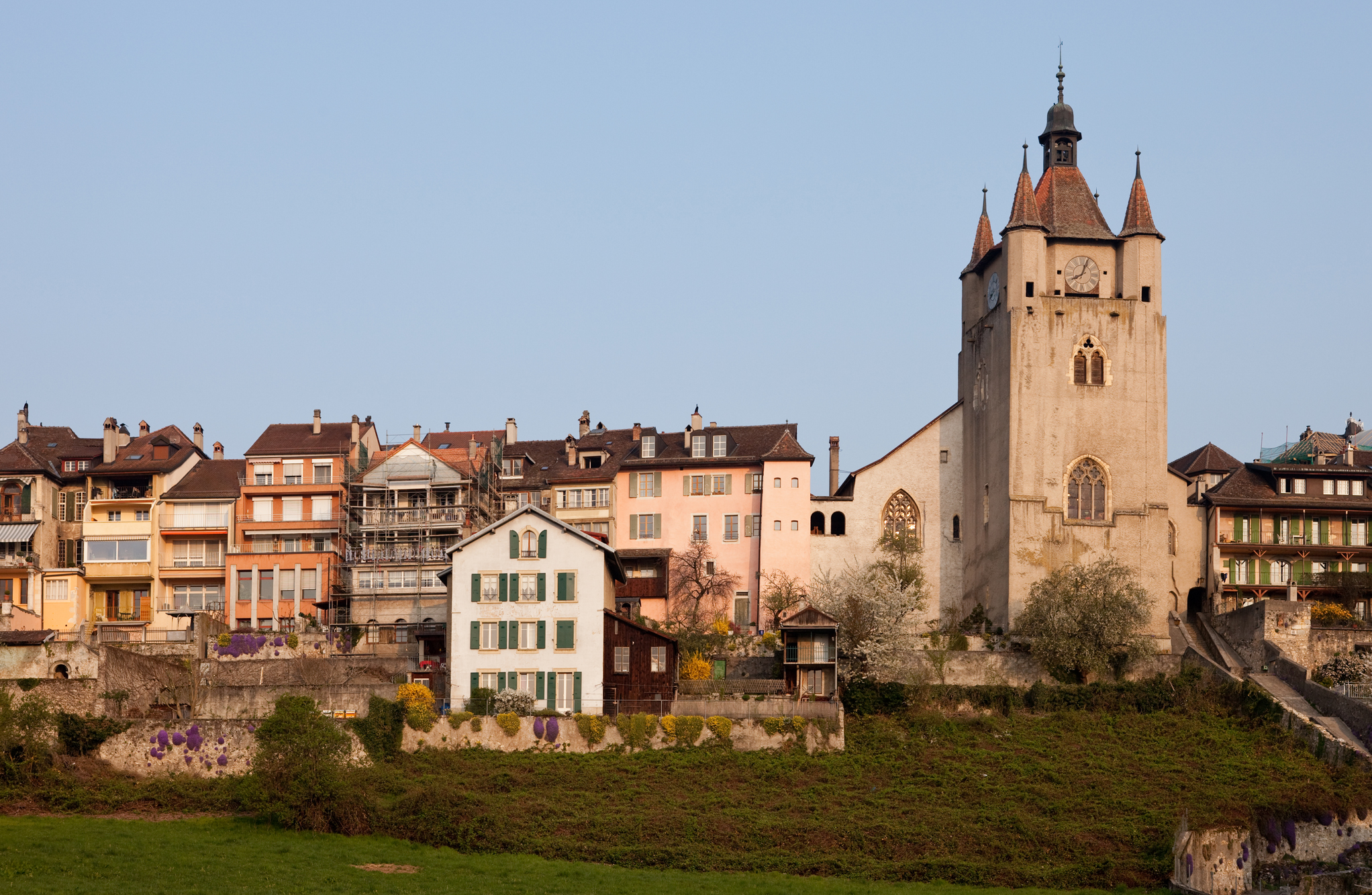
Vista de l'església i el burg d'Orbe

És una ciutat històrica, on va néixer l'emperadriu Adelaida de Borgonya, esposa de l'emperador Otó i venerada com a Santa a l'església catòlica.
La comuna va formar part fins al 31 de desembre de 2007 del districte d'Orbe, cercle d'Orbe.
| Creixement de la població | Creixement de la població | Creixement de la població | Creixement de la població | Creixement de la població | Creixement de la població | Creixement de la població | Creixement de la població | Creixement de la població | Creixement de la població | Creixement de la població | Creixement de la població | Creixement de la població |
| ------------------------- | ------------------------- | ------------------------- | ------------------------- | ------------------------- | ------------------------- | ------------------------- | ------------------------- | ------------------------- | ------------------------- | ------------------------- | ------------------------- | ------------------------- |
| Any                       | 1850                      | 1900                      | 1910                      | 1930                      | 1950                      | 1960                      | 1970                      | 1980                      | 1990                      | 2000                      | 2007                      | 2016                      |
| Habitants                 | 1923                      | 2080                      | 3234                      | 3422                      | 3565                      | 3824                      | 4522                      | 3985                      | 5084                      | 5139                      | 5535                      | 6903                      |

## Galeria

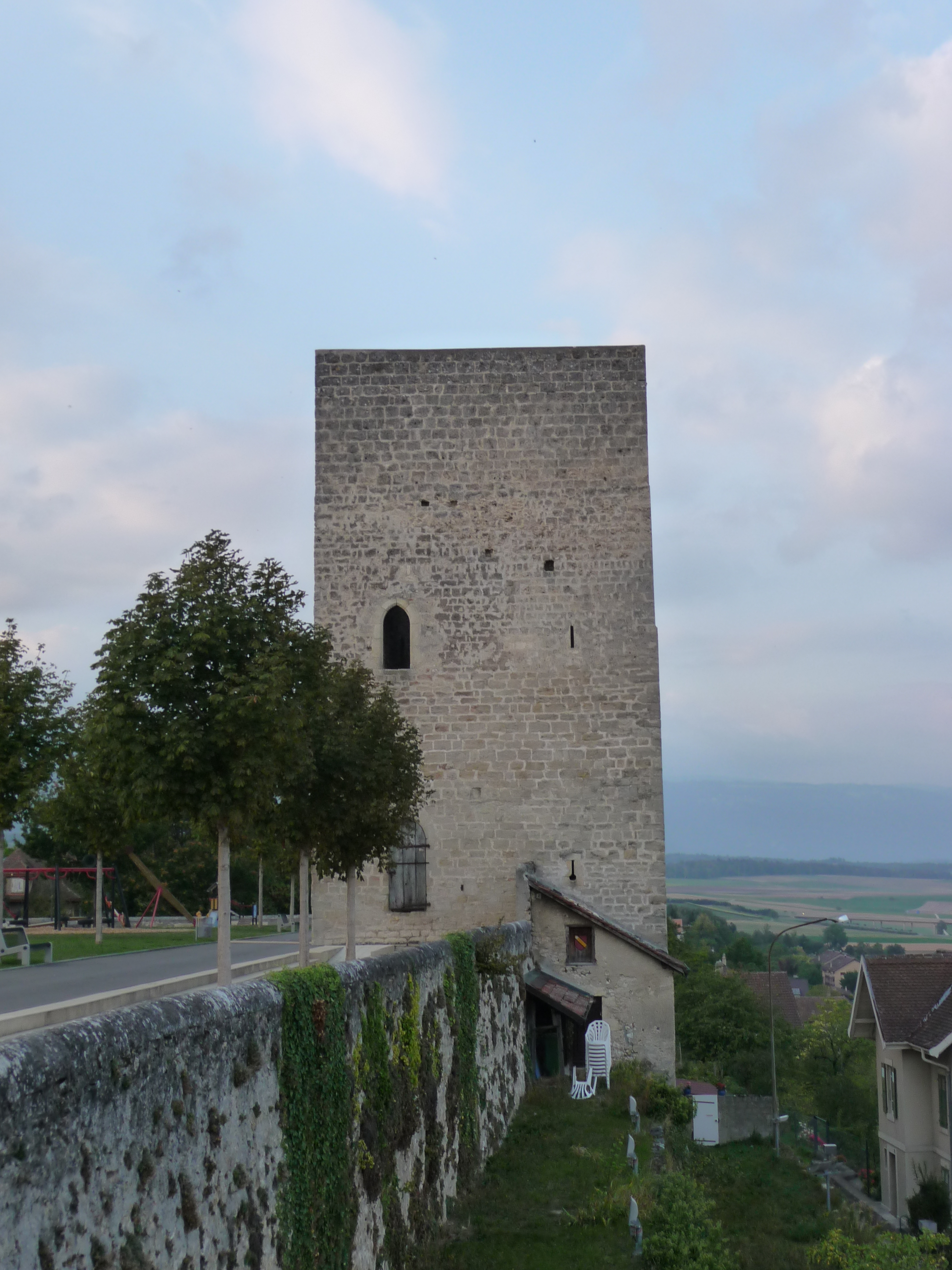
Castell d'Orbe
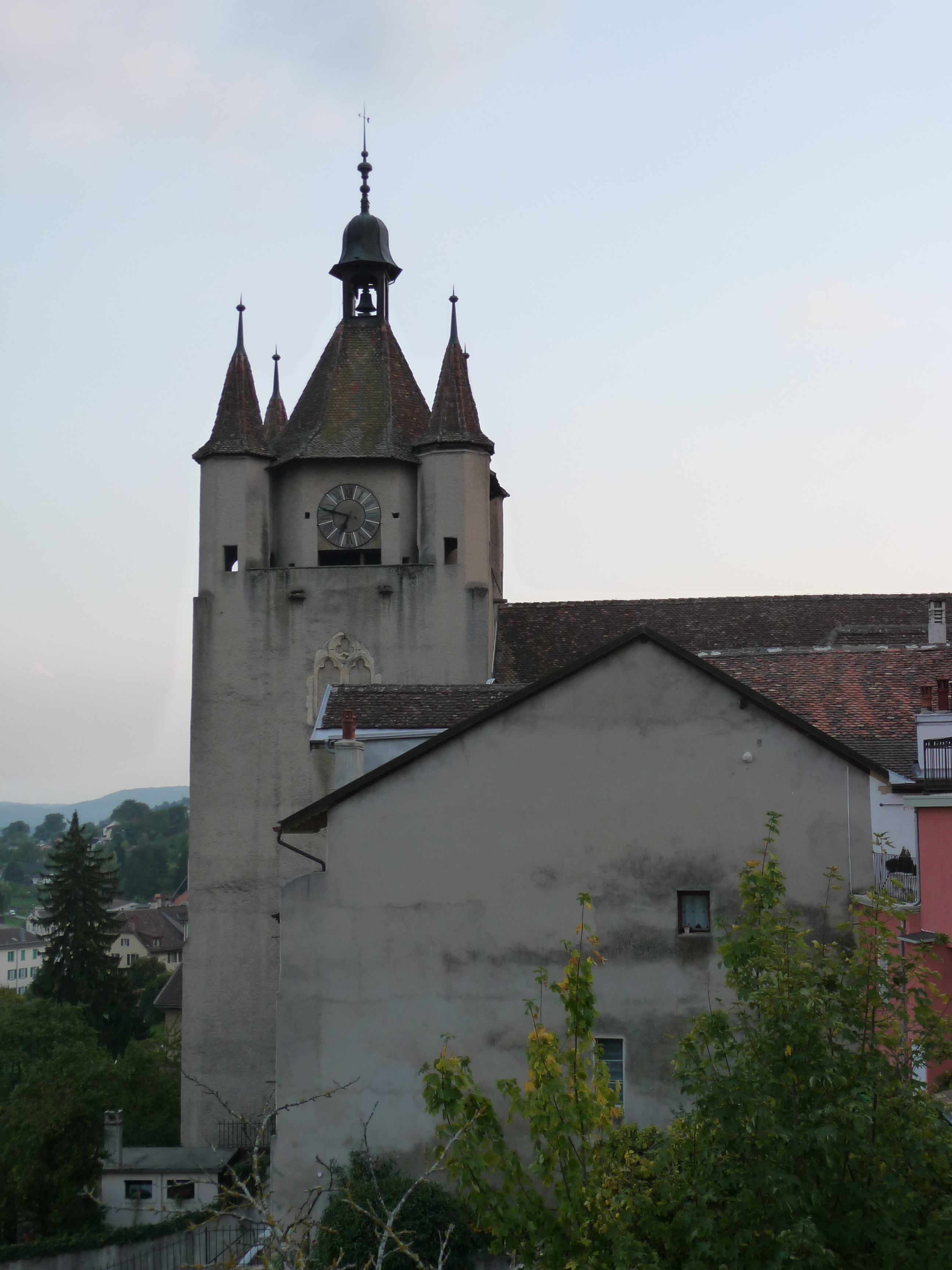
Església Notre-Dame
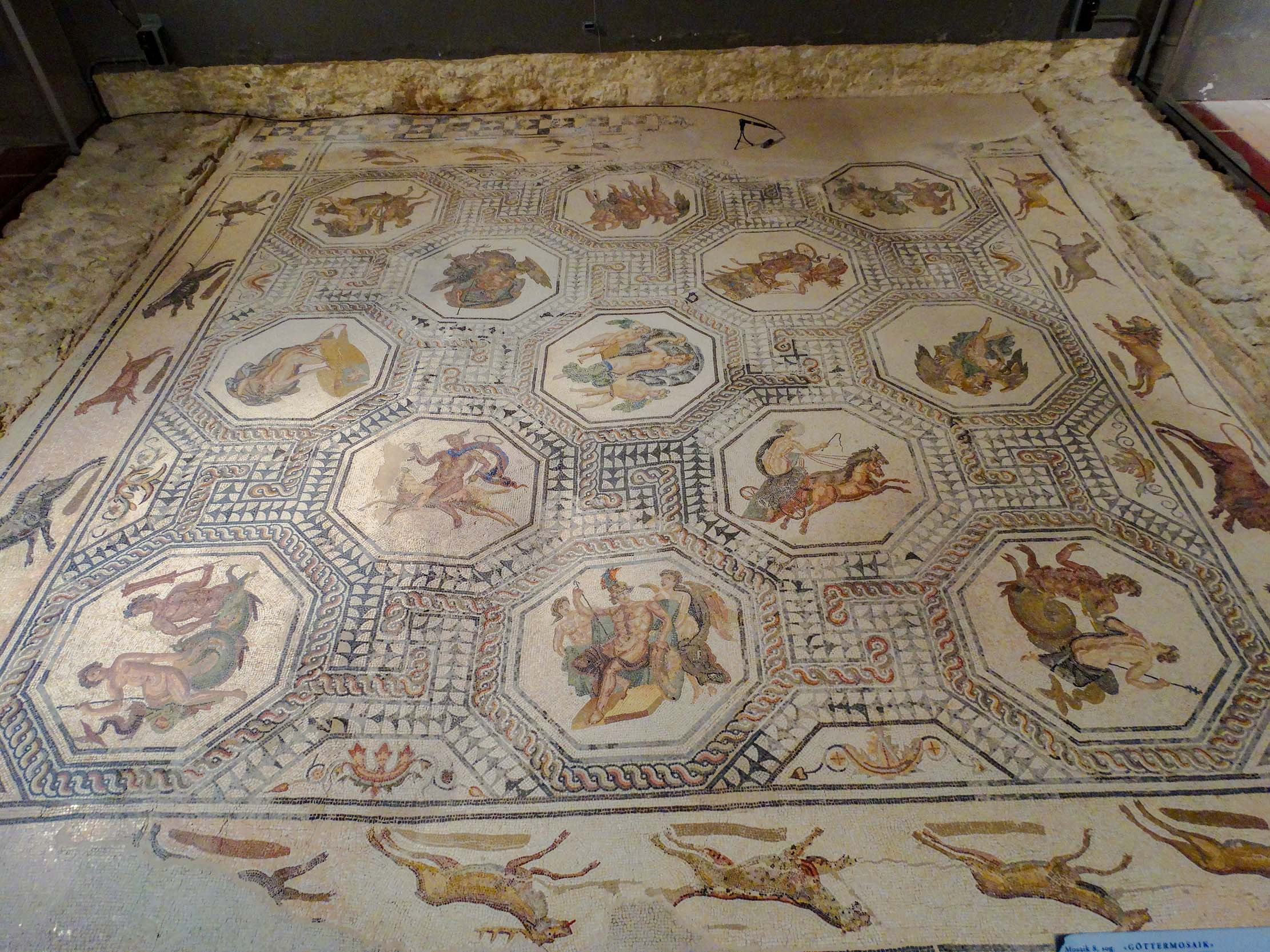
Mosaic de la vila romana
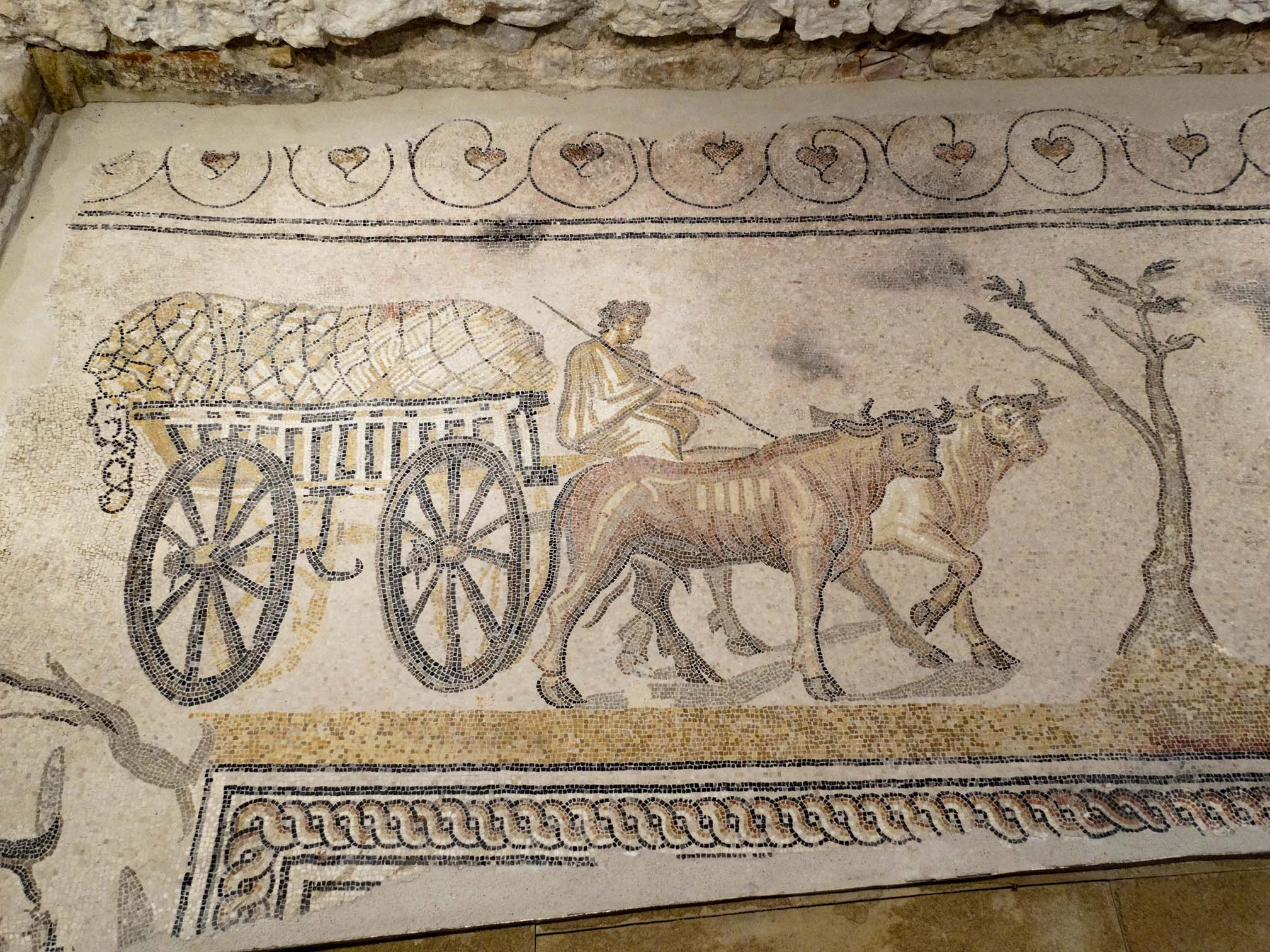
Mosaic de la vila romana